# Fürstbischöfliches Kellereihaus (Sulzfeld am Main)

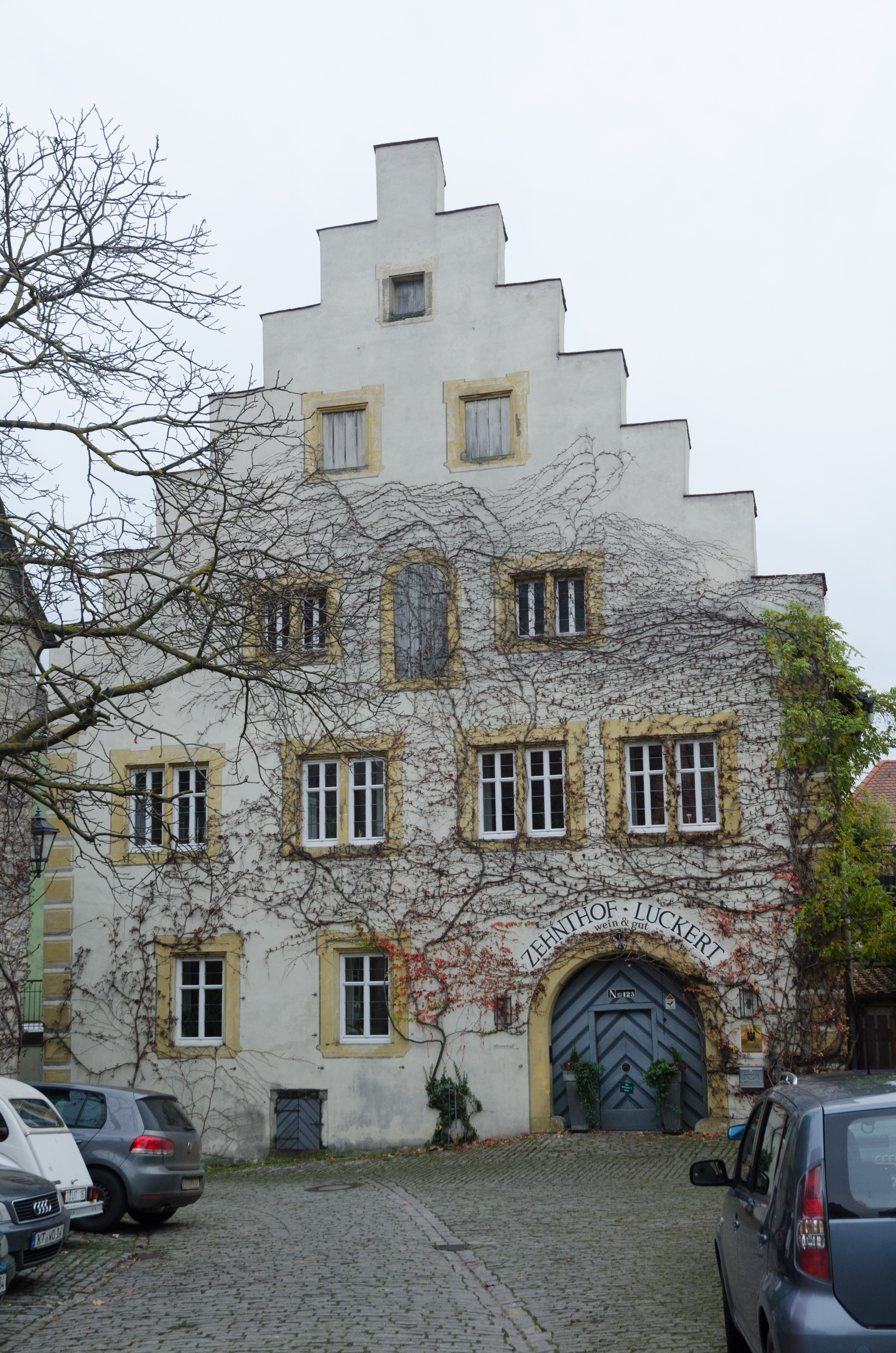
Die ehemalige fürstbischöfliche Kellerei

Das ehemalige Fürstbischöfliche Kellereihaus (auch Fürstbischöfliche Kellerei, Adresse Kettengasse 5, früher Hausnummer 123) ist ein denkmalgeschütztes Gebäude und eines der Wahrzeichen des unterfränkischen Ortes Sulzfeld am Main. Es wurde als repräsentativer Bau für den Vertreter des Fürstbischofs von Würzburg errichtet.

## Geschichte
Die Geschichte des Gebäudes ist eng mit der des Ortes verbunden. Nachdem Sulzfeld im Jahr 1474 nach Jahrzehnten der Verpfändung wieder an den Würzburger Fürstbischof gelangt war, begann Bischof Rudolf II. von Scherenberg das Dorf zu einem Stützpunkt seiner Herrschaft auszubauen. Hierbei spielte insbesondere der Schutz vor der angrenzenden Markgrafschaft Ansbach eine große Rolle. Sulzfeld erhielt einen Repräsentanten des Bischofs, den sogenannten Amtskeller, der die Abgaben der Untertanen überwachen sollte.
Allerdings bestand für diese Aufgaben lange Zeit kein eigens dafür errichtetes Gebäude in der Gemeinde. Nach den Erhebungen des Deutschen Bauernkrieges 1525 wurde der Bau eines solchen Hauses forciert, wohl um künftig ein sichtbares Zeichen des Grundherren in der Siedlung selbst zu besitzen. Im Jahr 1529 wurde das markante Gebäude fertiggestellt. Es ragt in die wichtigste Durchgangsstraße des Ortes hinein und zeigte auch fahrenden Händlern die Zugehörigkeit zum Hochstift auf.
Das Haus blieb lange Zeit in den Händen der Obrigkeit. Im 18. Jahrhundert ließ der damalige Lehenkonservator Alberth das Gebäude umbauen, in den folgenden Jahrhunderten nahm man immer wieder Erneuerungen vor. So wurde der Bau 1980 umfassend renoviert. Heute besteht in den Räumlichkeiten der Gasthof des Weingutes Zehnthof Luckert. Das Bayerische Landesamt für Denkmalpflege ordnet das Gebäude als Baudenkmal ein. Untertägige Reste sind dagegen als Bodendenkmal vermerkt. Daneben bildet das Haus ein wichtiges Element des Ensembles Ortskern Sulzfeld am Main.

## Beschreibung
Das Kellereihaus stammt in seinem Kern aus dem 16. Jahrhundert. Eine Inschrift am Torbogen verweist auf das Jahr 1558. Es präsentiert sich als massives, zweigeschossiges Giebelhaus. Es schließt mit den markanten Treppengiebeln ab, die in Richtung der Durchgangsstraße ausgerichtet sind. Zum Grundstück gehörten ursprünglich mehrere Nebengebäude, unter anderem ein Kelterhaus und Stallungen. Die Ausmaße des Grundstücks werden deutlich, weil das bauzeitliche Hoftor in die rückseitige Zehntgasse ragt. Es wurde 1975 erneuert.